# (4201) Orosz
(4201) Orosz es un asteroide perteneciente al cinturón de asteroides, descubierto el 3 de mayo de 1984 por Brian A. Skiff desde la Estación Anderson Mesa (condado de Coconino, cerca de Flagstaff, Arizona, Estados Unidos).

## Designación y nombre
Designado provisionalmente como 1984 JA1. Fue nombrado Orosz en homenaje a “Elizabeth M. Orosz” miembro del equipo en el Observatorio y amiga del descubridor.